# Maršová-Rašov
Maršová-Rašov este o comună slovacă, aflată în districtul Bytča din regiunea Žilina. Localitatea se află la altitudinea de 310 m deasupra n.m., se întinde pe o suprafață de 9,61 km2 și în 2017 număra 927 de locuitori.

## Istoric
Localitatea Maršová-Rašov este atestată documentar din 1400.

## Demografie
| An:                | 1994 | 2004   | 2014 | 2024    |
| ------------------ | ---- | ------ | ---- | ------- |
| Număr de persoane: | 728  | 780    | 858  | 1066    |
| Diferență:         |      | +7,14% | +10% | +24,24% |

| An:                | 2023 | 2024   |
| ------------------ | ---- | ------ |
| Număr de persoane: | 1064 | 1066   |
| Diferență:         |      | +0,18% |